# Borgo San Giovanni
Borgo San Giovanni là một đô thị ở tỉnh Lodi trong vùng Lombardia, cách khoảng 30 km về phía đông nam của Milano và khoảng 8 km về phía tây nam của Lodi. Tại thời điểm 31 tháng 12 năm 2004, đô thị này có dân số 1.898 người và diện tích là 7,7 km².
Đô thị Borgo San Giovanni bao gồm các frazione (subdivision) Ca´ dell´Acqua.
Borgo San Giovanni giáp các đô thị: Lodi Vecchio, Salerano sul Lambro, Pieve Fissiraga, Castiraga Vidardo, Sant'Angelo Lodigiano.